# شهرستان هاشیما، گیفو

شهرستان هاشیما (انگلیسی: Hashima District, Gifu) یکی از شهرستان‌های ژاپن است که در استان گیفو در ژاپن واقع شده‌است.